# USS Thresher (SSN-593)
USS Thresher (SSN-593) — атомная подводная лодка ВМС США, головной корабль типа «Трешер». 10 апреля 1963 года затонула в Атлантическом океане вместе со всем экипажем.

## История строительства
Заказ на изготовление подводной лодки «Трешер» 15 января 1958 года получила Портсмутская верфь, закладка корабля состоялась в том же году, 28 мая, спуск на воду — 9 июля 1960 года. «Крёстной матерью» стала миссис Уордер, жена известного капитана времён Второй мировой войны Фредерика Б. Уордера. «Трешер» вошёл в строй 3 августа 1961 года, командование лодкой принял коммандер Дин Л. Эйксен.

## История службы
В 1961—1962 годах «Трешер», как головной корабль своего класса, проходил обширную программу испытаний в Атлантическом океане и Карибском море. 18—24 сентября 1961 года корабль принял участие в морских учениях Nuclear Submarine Exercise (NUSUBEX) 3-61, прошедших у северо-восточного побережья США.
2 ноября, когда «Трешер» прибыл в Сан-Хуан (Пуэрто-Рико), его реактор был заглушен, электропитание осуществлялось от дизельного генератора. Через несколько часов работы генератор сломался, и командир отдал указание снова запустить реактор. Энергии аккумуляторных батарей на запуск не хватило, и во время пуска реактора прекратилась принудительная вентиляция. При температуре в отсеках с механизмами около +60 °C экипаж был частично эвакуирован с корабля. Положение помогла выправить прибывшая на следующий день USS Cavalla, чьи дизели снабжали «Трешер» энергией во время повторного пуска реактора.
29 ноября «Трешер» провёл испытания торпедного вооружения, а в течение первых двух месяцев 1962 года принимал участие в испытаниях гидроакустического оборудования и ракет с подводным стартом (SUBROC). В марте лодка снова участвовала в учениях NUSUBEX 2-62.
В 1963 году на «Трешер» натолкнулся буксир, повредив одну из балластных цистерн, и лодка провела некоторое время на ремонте в Гротоне.

## Гибель

Схема вероятной причины гибели подлодки

10 апреля 1963 года SSN-593 «Трешер» в сопровождении спасательного судна ASR-20 Skylark («Жаворонок») вышла в море для проведения глубоководных погружений. Целью погружений являлась проверка прочности корпуса на предельных для лодки глубинах (360 м). Кроме 16 офицеров и 96 членов экипажа на её борту находилось 17 гражданских инженеров-техников, присланных для наблюдения за работоспособностью её механизмов во время погружений. Доклад о готовности «Трешера» к погружению был получен «Скайларком» в 7:30. Дальнейшие события:
07:47 «Трешер» начинает спуск на тестовую глубину в 360 м.
07:54 С борта лодки получено сообщение: «Всё в порядке, продолжаем погружение».
08:00 Проверка звукоподводной связи.
08:02 Глубина погружения 120 м, экипажем осмотрены отсеки прочного корпуса.
08:09 Командир лодки докладывает о достижении половины тестовой глубины (180 м).
08:24 Очередной сеанс связи с лодкой.
08:35 Лодка достигла глубины 270 м.
08:53 Лодка приблизилась к предельной глубине погружения.
09:02 Лодка запросила курс «Скайларка».
09:10 Лодка не ответила на вызов.
09:11 Лодка не ответила на повторный вызов.
09:12 — 09:13
С борта лодки получено сообщение из трёх частей, содержание которого впоследствии передавалось разными членами экипажа «Скайларка» по-разному, но в целом сводилось к следующему:

«Испытываю незначительные трудности… Имею дифферент на корму… Пытаюсь продуть цистерны…»
Оригинальный текст (англ.)… minor difficulties, have positive up-angle, attempting to blow…

Через две-три секунды после этого на «Скайларке» в течение двадцати-тридцати секунд слышали шум сжатого воздуха, поступающего в балластные цистерны (по другим данным — звук стравливаемого воздуха был слышен лишь в течение нескольких секунд).
09:14 Лодка не ответила на вызов (или со «Скайларка» не слышали поступающие с лодки сигналы из-за собственных запросов).
09:16 Согласно бортовому журналу «Скайларка», с борта лодки принято сообщение «900 N», что может быть расшифровано как «лодка практически потеряна» («код события» — event number — 1000 соответствует в американском флоте потере лодки), а ответ на запрос «Скайларка» о том, под контролем ли ситуация (Are you in control ?) — отрицательный (N = negative). По другой версии, 900 — величина в футах превышения рабочей глубины погружения в момент отправки сообщения.
09:17 «Скайларк» принял последнее, сильно искажённое сообщение с лодки, из которого удалось разобрать лишь два слова:
…предельная глубина…
После этого на «Скайларк» услышали шум, впоследствии идентифицированный как шум разрушающегося прочного корпуса лодки.
Согласно выводам, сделанным исследовавшим гибель лодки экспертом Брюсом Рулом (Bruce Rule), окончательное разрушение корпуса «Трешера» произошло в 09:18:24, на глубине 732 метра, и заняло не более 0,1 секунды.
После обрыва связи «Скайларк» пытался различными способами установить связь с лодкой и в течение 1,5 ч надеялся, что она даст о себе знать, но всё оказалось напрасно. В 11:04 «Скайларк» приступил к передаче радиосообщения о предполагаемой аварии.
11 апреля, в 10:30 на пресс-конференции Военно-морского флота, было официально объявлено о гибели подлодки SSN-593 Thresher.

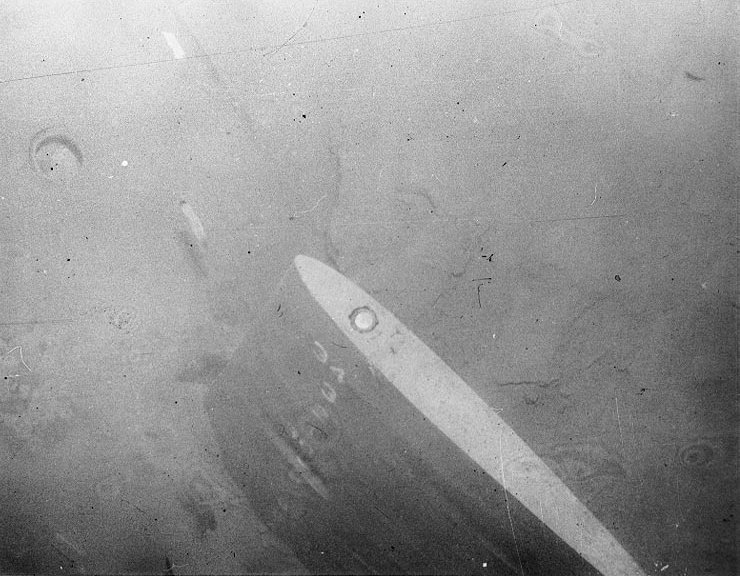
Фотография вертикального руля «Трешера», лежащего на дне

В дальнейшем была сформирована поисковая группа для поиска SSN-593 Трешера. Спасательное судно Recovery ASR 43 подняло большое количество обломков внутреннего корпуса подлодки. Фотографии, полученные батискафом «Триест», показали, что подлодка разрушилась на несколько частей, унеся жизни всех 129 человек, находившихся на борту. Трешер находится в 350 км к востоку от мыса Кейп-Код на глубине 2560 м. Корпус лодки распался на шесть основных частей, лежащих в радиусе 300 метров: носовая секция, гидролокационный купол, рубка, хвостовая секция, машинное отделение, командный отсек.

### Причины катастрофы
Впоследствии, на основании большого количества фотографий и других данных, специальная комиссия установила вероятную причину этой катастрофы. Из-за трещины в сварном шве трубопровода забортной воды (для охлаждения реактора использовалась проточная забортная вода) машинный отсек подлодки начал заполняться забортной водой, вызвавшей короткое замыкание в электрических цепях управления реактором, в результате чего произошло автоматическое заглушение реактора. Потеря энергии и является возможной причиной этой катастрофы.
С этими выводами остались не согласны многие эксперты, отмечавшие, в частности, что поступление в корпус лодки воды на такой глубине ни при каких обстоятельствах не было бы названо находящимися на ней «незначительными проблемами», а вызванный этим шум был бы такой силы, что отправка голосовых сообщений с борта лодки после начала затопления была бы совершенно невозможна. Согласно альтернативной версии, изначальной причиной гибели лодки была остановка реактора, отказ гребных электродвигателей или привода рулей глубины. В частности, говорится о возможности выхода из строя около 09:11 силовой шины, питающей главные насосы системы охлаждения реактора, что привело бы к его автоматической остановке и потере электропитания по всему кораблю. Аварийная продувка главных балластных цистерн не увенчалась успехом, так как в трубопроводах из-за влажного воздуха высокого давления образовались ледяные пробки, вследствие чего лодка провалилась ниже предельной глубины погружения и была раздавлена гидростатическим давлением.

### Последствия крушения
Вместе с подлодкой был утрачен единственный комплект ракето-торпед новейшего (в то время) типа UUM-44 SUBROC («Саброк»), которыми была оснащена подлодка. По другим данным, лодка в данном погружении торпед не имела.
После гибели этой подлодки тип подлодок, к которому она относилась, переименовали из «Трэшер» в «Пермит» (по названию следующей подлодки этого типа).
Расследование выявило множественные случаи нарушения технологии, использования некондиционных материалов, плохого контроля качества и даже вероятных умышленных диверсий на американских верфях, занимающихся строительством и ремонтом подводных лодок. Из-за обнаруженных в ходе дополнительных проверок дефектов в оборудовании и низкого качества работ был задержан ввод в строй тридцати одной атомной подводной лодки, находившейся на тот момент в постройке.